# Van Blarenberghe

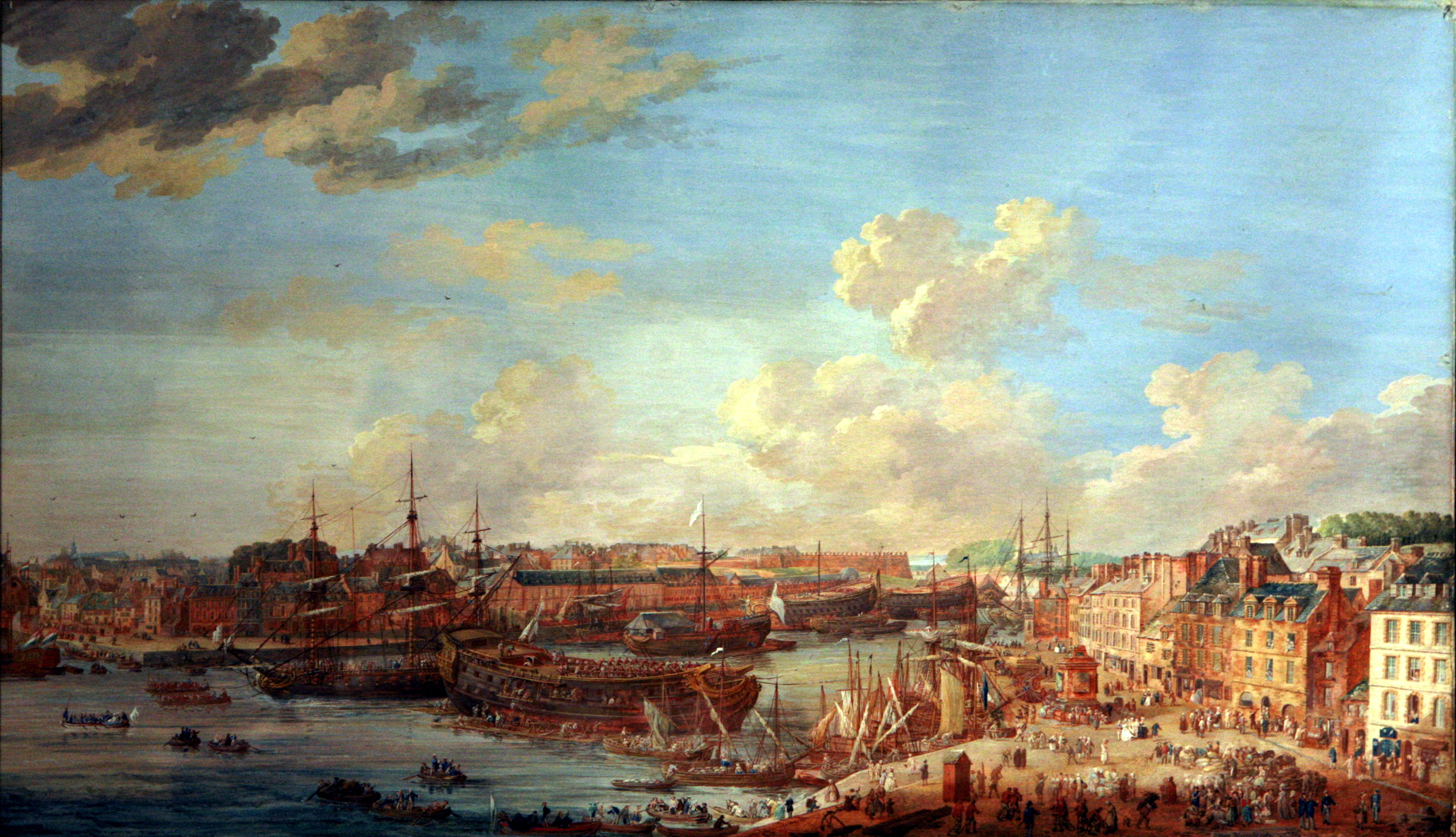
Port de Brest, de Louis-Nicolas Van Blarenberghe

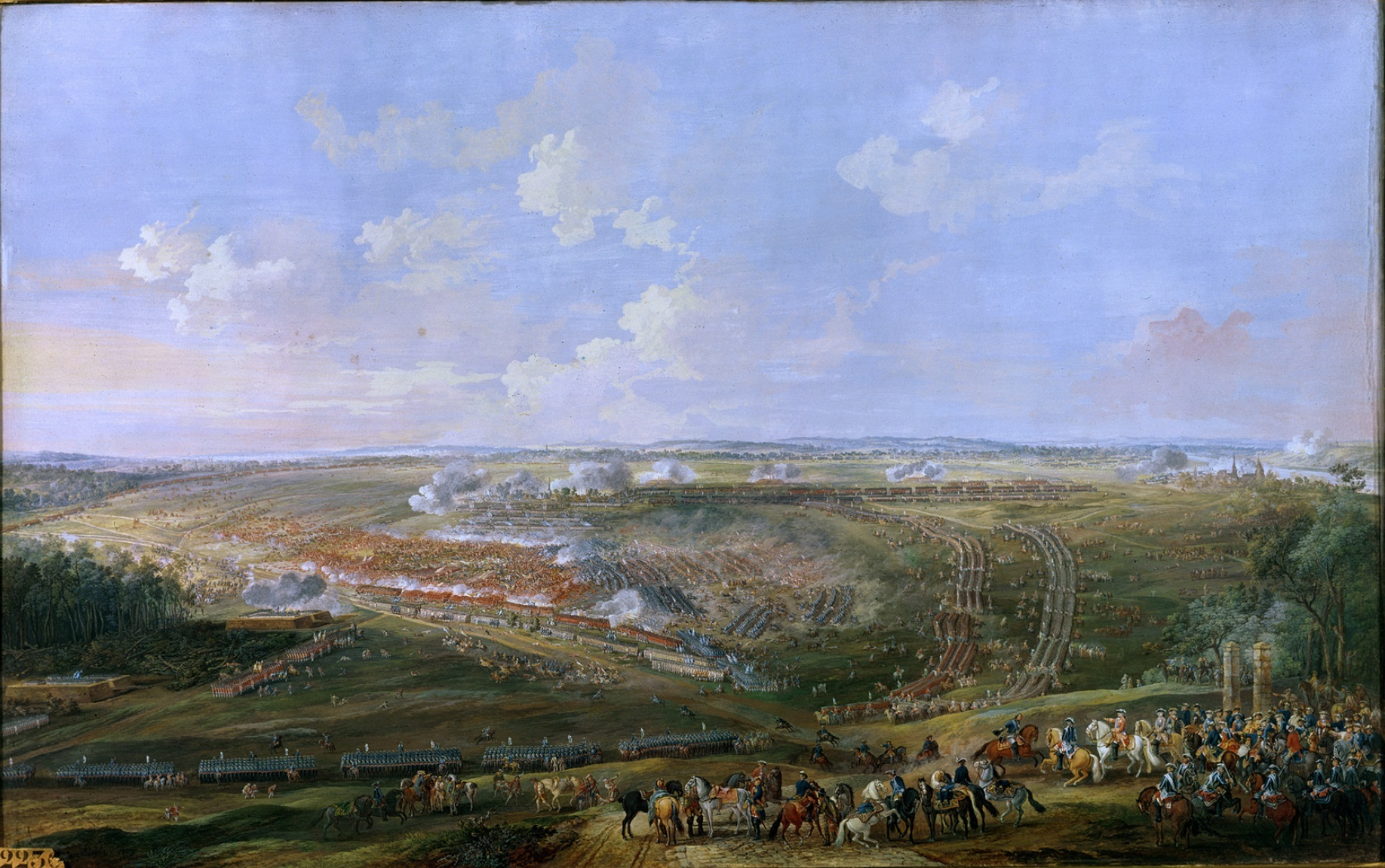
Bataille de Fontenoy, Louis-Nicolas van Blarenberghe

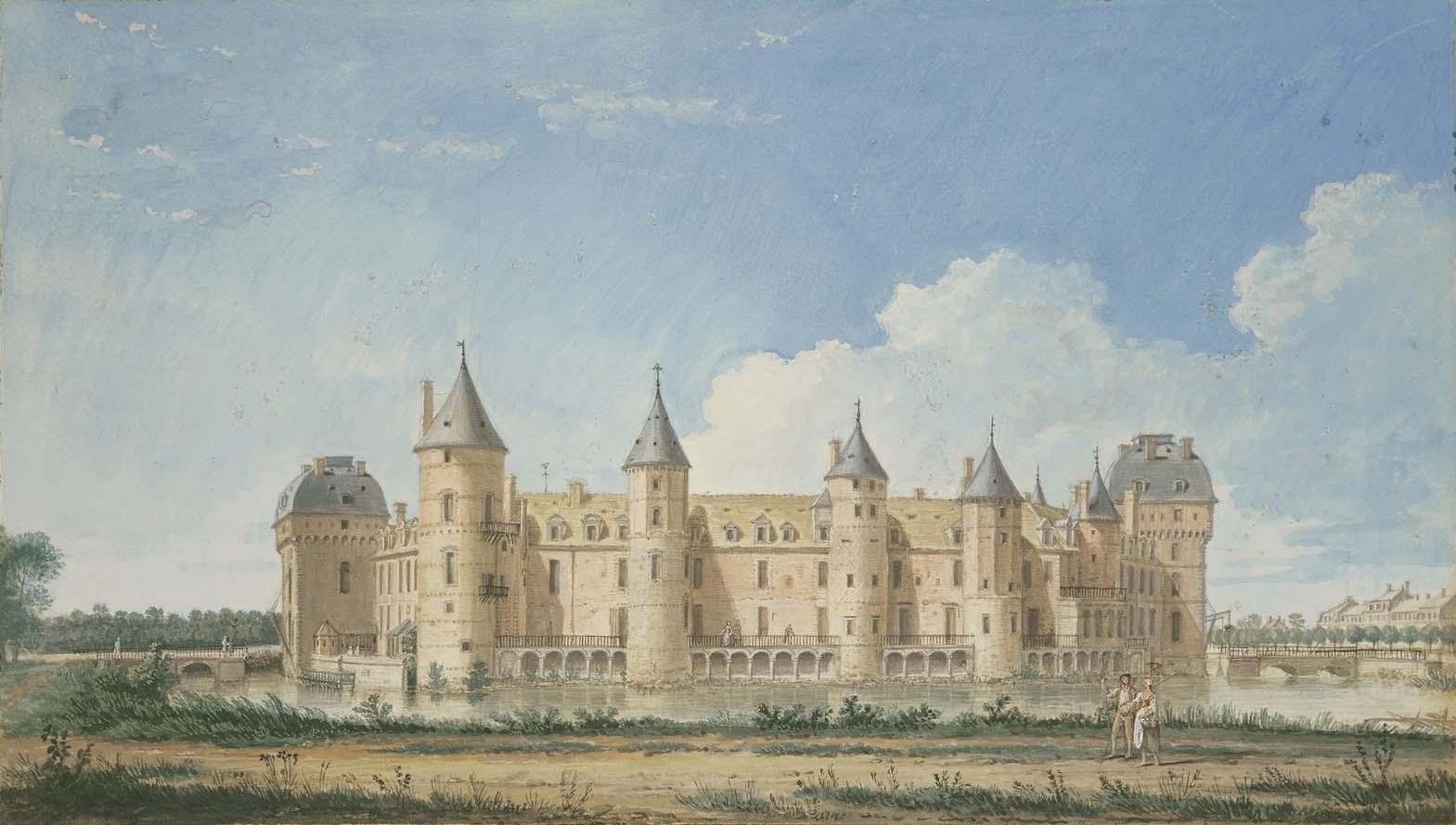
Vue du château de La Ferté-Vidame, avant 1750. Gouache sur papier, Louis-Nicolas Van Blarenberghe

La famille Van Blarenberghe est une dynastie de peintres miniaturistes originaires de la Flandre française, mais dont certains des plus célèbres descendants vécurent aussi à Paris. Ils étaient tous descendants de Joris van Blarenberghe (1612-1670).

## Histoire
Lors du rattachement de Lille à la France en 1668, les Van Blarenberghe devinrent français. Dès 1680, et pendant plus d'un siècle, ils donnent l'exemple d'une dynastie, comme les Parrocel ou les Vernet à Avignon. Ils vont connaître leur notoriété par la venue d'un de leurs membres à Paris.
Les deux premiers peintres étaient Hendrick van Blarenberghe (1646-1712) et son fils Jacques-Guillaume Van Blarenberghe (1679-1742). Leur style était encore fortement influencé par le style baroque flamand. Jacques-Guillaume avait deux fils, Louis-Nicolas Van Blarenberghe (1716-1794) et Henri Désiré Van Blarenberghe (1734-1812).
L'influence de la peinture flamande est très marqué chez les deux premiers peintres de la dynastie, Hendrick (1646-1712) et Jacques-Guillaume (1679-1742), se fait encore sentir chez Louis-Nicolas (1716-1794), qui, dès lors qu'il quitte Lille en 1751, de par le changement de commanditaires, change les sujets traités, en effet, les demandes du Roi et de la cour portent sur des sujets nouveaux: les ports du royaume, les châteaux, les grandes batailles. Henri-Joseph (1750-1826), fils de Louis-Nicolas, lui, est complètement marqué par le style de Versailles, où il réside. La Révolution et la Terreur ont sur lui et sa peinture un impact très visible, en provoquant un retour à ses racines artistiques, à ses ancêtres. Diane-Hélène (1786-1853), dernière peintre de la dynastie, adopte quant à elle un style parfaitement français.
Louis-Nicolas avait un fils qui était lui aussi peintre et avec qui il a souvent collaboré: Henri-Joseph Van Blarenberghe (1750-1826). Avec son père, ils sont restés au château de Versailles, où ils travaillaient comme miniaturistes pour l'aristocratie. Ils étaient particulièrement célèbres pour leurs peintures sur les boites de tabac à priser. Louis-Nicolas a également travaillé comme peintre de guerre officiel à la Cour, accompagnant l'armée française en tant que reporter de guerre. Deux de ses filles, Catherine-Henriette et Isabelle, étaient dames de chambre des enfants du roi. Les œuvres de Louis-Nicolas et Henri-Joseph ont été largement recueillies au XIXe siècle par la famille Rothschild. Il y a une collection de leurs travaux sur l'affichage public à Waddesdon Manor. Une importante collection Blarenberghe a été vendue dans la vente aux Mentmore Towers (Angleterre) en 1977.
Henri-Joseph peint, en plus des miniatures, des peintures essentiellement panoramiques, souvent à la gouache. Ses sujets étaient, comme pour son père, souvent militaires, et également la Révolution française. Il a été le professeur de dessin de princes français, et fondateur et premier conservateur du Palais des beaux-arts de Lille.